# Campionati francesi di ski cross 2012
I Campionati francesi di ski cross 2012 si sono svolti a Val Thorens il 23 marzo. Il programma ha incluso sia la gara femminile che la gara maschile. 
Trattandosi di competizioni valide anche ai fini del punteggio FIS, vi hanno partecipato anche sciatori di altre federazioni, senza che questo consentisse loro di concorrere al titolo nazionale francese.

## Risultati

### Uomini
| Pos. | Atleta            | Nazione |
| ---- | ----------------- | ------- |
| 1    | Jonas Devouassoux | Francia |
| 2    | Jonathan Midol    | Francia |
| 3    | Antoine Galland   | Francia |
| 4    | Tom Miquel        | Francia |

### Donne
| Pos. | Atleta                   | Nazione |
| ---- | ------------------------ | ------- |
| 1    | Aude Aguilaniu           | Francia |
| 2    | Alizee Baron             | Francia |
| 3    | Méryll Boulangeat        | Francia |
| 4    | Marielle Berger Sabbatel | Francia |